# Lijst van voetbalinterlands Jamaica - Kaaimaneilanden
Deze lijst van voetbalinterlands is een overzicht van alle officiële voetbalwedstrijden tussen de nationale teams van Jamaica en de Kaaimaneilanden. De landen speelden tot op heden negen keer tegen elkaar. De eerste ontmoeting, een groepswedstrijd tijdens de Caribbean Cup 1991, werd gespeeld in George Town. Het laatste duel, een kwalificatiewedstrijd voor de CONCACAF Nations League 2019/20, vond plaats in Kingston op 10 september 2018.

## Wedstrijden
| № | Plaats      | Datum             | Competitie                                   | Wedstrijd             | Uitslag |
| - | ----------- | ----------------- | -------------------------------------------- | --------------------- | ------- |
| 1 | Kingston    | 26 mei 1991       | Caribbean Cup 1991                           | Jamaica − Kaaimaneil. | 3 − 2   |
| 2 | George Town | 6 maart 1994      | Caribbean Cup 1994 kwalificatie              | Kaaimaneil. − Jamaica | 3 − 2   |
| 3 | George Town | 20 oktober 1995   | Vriendschappelijk                            | Kaaimaneil. − Jamaica | 1 − 5   |
| 4 | Kingston    | 23 juli 1998      | Caribbean Cup 1998                           | Kaaimaneil. − Jamaica | 0 − 4   |
| 5 | George Town | 24 oktober 1999   | Vriendschappelijk                            | Kaaimaneil. − Jamaica | 1 − 4   |
| 6 | George Town | 27 augustus 2000  | Vriendschappelijk                            | Kaaimaneil. − Jamaica | 0 − 6   |
| 7 | George Town | 10 november 2008  | Vriendschappelijk                            | Kaaimaneil. − Jamaica | 0 − 2   |
| 8 | George Town | 28 juni 2009      | Vriendschappelijk                            | Kaaimaneil. − Jamaica | 1 − 4   |
| 9 | Kingston    | 10 september 2018 | CONCACAF Nations League 2019/20 kwalificatie | Jamaica − Kaaimaneil. | 4 − 0   |

## Samenvatting
| Competitie                    | Totaal gespeeld | Winst Jamaica | Gelijk | Winst Kaaimaneil. | Doelsaldo Jamaica – Kaaimaneil. |
| ----------------------------- | --------------- | ------------- | ------ | ----------------- | ------------------------------- |
| CONCACAF Nations League-kwal. | 1               | 1             | 0      | 0                 | 4 − 0                           |
| Caribbean Cup                 | 2               | 2             | 0      | 0                 | 7 − 2                           |
| Caribbean Cup-kwalificatie    | 1               | 0             | 0      | 1                 | 2 − 3                           |
| Vriendschappelijk             | 5               | 5             | 0      | 0                 | 21 − 3                          |
| Totaal                        | 9               | 8             | 0      | 1                 | 34 − 8                          |

Wedstrijden bepaald door strafschoppen worden, in lijn met de FIFA, als een gelijkspel gerekend.
JFF · A-internationals · Bondscoaches · Selecties · Statistieken · Jamaicaans vrouwenelftal · Olympisch elftal · Jamaica U21 · Jamaica U19 · Jamaica U17
1920 – 1959 · 
1960 – 1969 · 
1970 – 1979 · 
1980 – 1989 · 
1990 – 1999 · 
2000 – 2009 · 
2010 – 2019 · 
2020 – 2029
Gold Cup 1991 · 
Gold Cup 1993 · 
Gold Cup 1998 · 
Gold Cup 2000 · 
Gold Cup 2003 · 
Gold Cup 2005 · 
Gold Cup 2009 · 
Gold Cup 2011 · 
Gold Cup 2015
Copa América 2015
WK 1998
1925 · 
1926 · 
1927–1929 · 
1930 · 
1931 · 
1932 · 
1933–1934 · 
1935 · 
1936 · 
1937 · 
1938 · 
1939–1946 · 
1947 · 
1948 · 
1949 · 
1950 · 
1951 · 
1952 · 
1953 · 
1954–1956 · 
1957 · 
1958 · 
1959 · 
1960 · 
1961 · 
1962 · 
1963 · 
1964 · 
1965 · 
1966 · 
1967 · 
1968 · 
1969 · 
1970 · 
1971 · 
1972 · 
1973 · 
1974 · 
1975 · 
1976 · 
1977 · 
1978 · 
1979 · 
1980 · 
1981 · 
1982 · 
1983 · 
1984 · 
1985 · 
1986 · 
1987 · 
1988 · 
1989 · 
1990 · 
1991 · 
1992 · 
1993 · 
1994 · 
1995 · 
1996 · 
1997 · 
1998 · 
1999 · 
2000 · 
2001 · 
2002 · 
2003 · 
2004 · 
2005 · 
2006 · 
2007 · 
2008 · 
2009 · 
2010 · 
2011 · 
2012 · 
2013 · 
2014 · 
2015 · 
2016 ·
2017 ·
2018 ·
2019 ·
2020 ·
2021 ·
2022 ·
2023 ·
2024
Amerikaanse Maagdeneilanden ·
Antigua en Barbuda ·
Argentinië ·
Aruba ·
Australië ·
Bahama's ·
Barbados ·
Bermuda ·
Bolivia ·
Brazilië ·
Britse Maagdeneilanden ·
Bulgarije ·
Canada ·
Chili ·
China ·
Colombia ·
Costa Rica ·
Cuba ·
Curaçao ·
Dominica ·
Dominicaanse Republiek ·
Ecuador ·
Egypte ·
El Salvador ·
Engeland ·
Frankrijk ·
Ghana ·
Grenada ·
Guatemala ·
Guyana ·
Haïti ·
Honduras ·
Ierland ·
India ·
Indonesië ·
Iran ·
Japan ·
Jordanië ·
Kaaimaneilanden ·
Kameroen ·
Kroatië ·
Maleisië ·
Marokko ·
Mexico ·
Nederlandse Antillen ·
Nicaragua ·
Nieuw-Zeeland ·
Nigeria ·
Noord-Macedonië ·
Noorwegen ·
Panama ·
Paraguay ·
Peru ·
Puerto Rico ·
Qatar ·
Saint Kitts en Nevis ·
Saint Lucia ·
Saint Vincent en de Grenadines ·
Saoedi-Arabië ·
Servië ·
Suriname ·
Trinidad en Tobago ·
Uruguay ·
Venezuela ·
Verenigde Staten ·
Vietnam ·
Wales ·
Zambia ·
Zuid-Afrika ·
Zuid-Korea ·
Zweden ·
Zwitserland
CIFA · A-internationals · Olympisch elftal · Kaaimaneilands vrouwenelftal
Amerikaanse Maagdeneilanden ·
Anguilla ·
Antigua en Barbuda ·
Aruba ·
Bahama's ·
Barbados ·
Belize ·
Bermuda ·
Britse Maagdeneilanden ·
Canada ·
Cuba ·
Dominicaanse Republiek ·
El Salvador · 
Grenada ·
Guyana ·
Haïti ·
Jamaica ·
Moldavië ·
Montserrat ·
Nederlandse Antillen ·
Nicaragua ·
Puerto Rico ·
Saint Kitts en Nevis ·
Saint Lucia ·
Saint Vincent en de Grenadines ·
Suriname ·
Trinidad en Tobago ·
Turks- en Caicoseilanden ·
Verenigde Staten